# Grizzana Morandi
Grizzana Morandi es un municipio situado en el territorio de la Provincia de Bolonia, en Emilia-Romaña (Italia). 

Grizzana Morandi limita con los siguientes municipios: Camugnano, Castel di Casio, Castiglione dei Pepoli, Gaggio Montano, Marzabotto, Monzuno, San Benedetto Val di Sambro y Vergato.

## Demografía
| Gráfica de evolución demográfica de Grizzana Morandi entre 1861 y 2001 |
|                                                                        |
| Fuente ISTAT - elaboración gráfica de Wikipedia                        |